# Rhinotragus lucasii
Rhinotragus lucasii är en skalbaggsart som beskrevs av Thomson 1860. Rhinotragus lucasii ingår i släktet Rhinotragus och familjen långhorningar.
Artens utbredningsområde är Venezuela. Inga underarter finns listade i Catalogue of Life.